# Kaya Tarakcı
Kaya Tarakcı (* 23. April 1981 in Adana) ist ein türkischer Fußballtorhüter.

## Karriere

### Verein
Tarakcı erlernte das Fußballspielern in den Jugendmannschaften diverser Amateurvereine seiner Heimatstadt Adana. Anschließend wechselte er in die Jugend von Gaskispor und wurde hier schnell Teil der 1. Mannschaft. In der Stadt Gaziantep existieren mit Gaskispor, Gaziantepspor und Gaziantep Büyükşehir Belediyespor drei Profiteams in drei verschiedenen Ligen. Diese Mannschaften sind sich gegenseitig wohlwollend gesinnt und verkaufen bzw. verleihen Spieler je nach Bedarf. So wurde auch Tarakcı an den Erstligisten Gaziantepspor abgegeben und spielte hier ein Jahr lang nur in der Reservemannschaft. Zur neuen Saison wurde er dann an Gaziantep Büyükşehir Belediyespor abgegeben. Hier spielte er zwei Spielzeiten lang durchgängig.
Im Sommer 2002 kehrte er zu Gaziantepspor zurück und spielte hier sechs Jahre lang als Ersatzkeeper. Die nachfolgenden Jahre spielte er bei diversen Vereinen der TFF 1. Lig.
Zur Saison 2012/13 wechselte er zum zentralanatolischen Zweitligisten Torku Konyaspor. Im Sommer 2017 verließ er nach fünf Spielzeiten Konyaspor und wechselte zum Zweitligisten Büyükşehir Belediye Erzurumspor.

### Nationalmannschaft
Tarakcı wurde 2002 zweimal in den Kader der Türkische U-21-Nationalmannschaft nominiert und kam bei einer Begegnung zum Einsatz.

## Erfolge
Mit Konyaspor
- Tabellendritter der Süper Lig: 2015/16
- Türkischer Pokalsieger: 2016/17
- Playoff-Sieger der TFF 1. Lig und Aufstieg in die Süper Lig: 2012/13
- TSYD-Ankara-Pokalsieger: 2013